# Нидерау (Саксонија)
Нидерау (њем. Niederau) општина је у њемачкој савезној држави Саксонија. Једно је од 34 општинска средишта округа Мајсен. Према процјени из 2010. у општини је живјело 4.083 становника. Посједује регионалну шифру (AGS) 14627170.

## Географски и демографски подаци
Нидерау се налази у савезној држави Саксонија у округу Мајсен. Општина се налази на надморској висини од 117 метара. Површина општине износи 35,2 km². У самом мјесту је, према процјени из 2010. године, живјело 4.083 становника. Просјечна густина становништва износи 116 становника/km².

## Међународна сарадња
| Мјесто | Држава    | Врста сарадње | Од    |
| ------ | --------- | ------------- | ----- |
|        | Француска | контакт       | 2000. |
|        | Француска | контакт       | 2000. |
| Извор  |           |               |       |